# Gasthof zur Post (Erding)

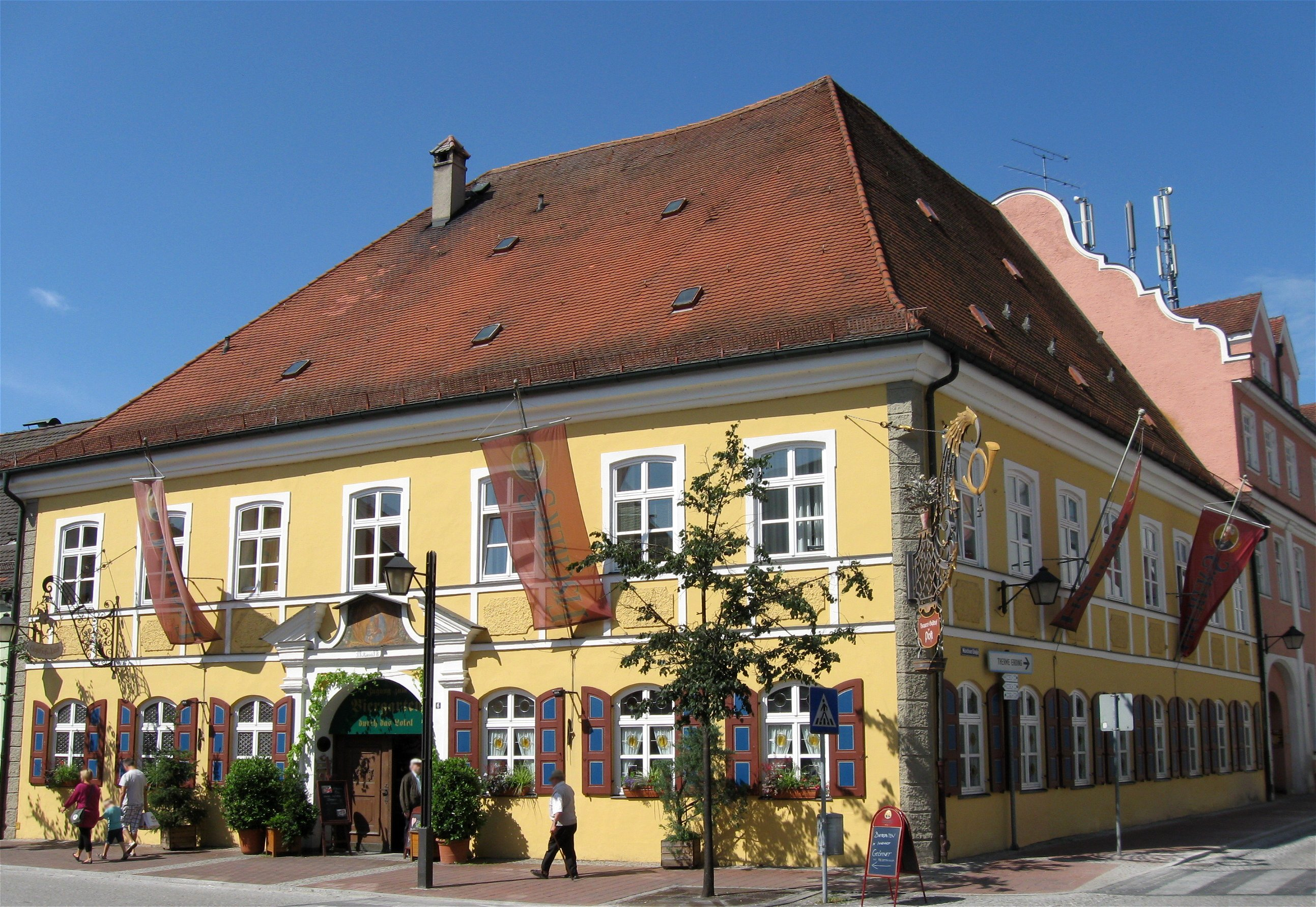
Gasthof zur Post in Erding

Der Gasthof zur Post in Erding, der Kreisstadt des oberbayerischen Landkreises Erding, wurde 1692 erbaut. Das Gasthaus an der Friedrich-Fischer-Straße 6 ist ein geschütztes Baudenkmal.

## Geschichte
Der Gasthof entstand Ende des 17. Jahrhunderts. Einst war die Posthalterstation mit Pferdestallung angeschlossen. Die Brauerei- und Posthalterleute Friedrich und Katharina Fischer bewirtschafteten den Gasthof bis 1890. Sie hatten keine leiblichen Nachkommen und gründeten mit ihrem Besitz eine Wohltätigkeitsstiftung, die unter anderem ein Altenheim unterhält. 1945 wurde der Gasthof bei einem Fliegerangriff beschädigt, die Substanz blieb erhalten. Von 1978 bis 1980 erfolgte eine aufwändige Renovierung.

## Beschreibung
Das zweigeschossige Eckgebäude mit Walmdach und Putzgliederung besitzt sieben zu acht Fensterachsen. Die Fassadengestaltung mit Portal wurde 1816 erneuert.